# Brist

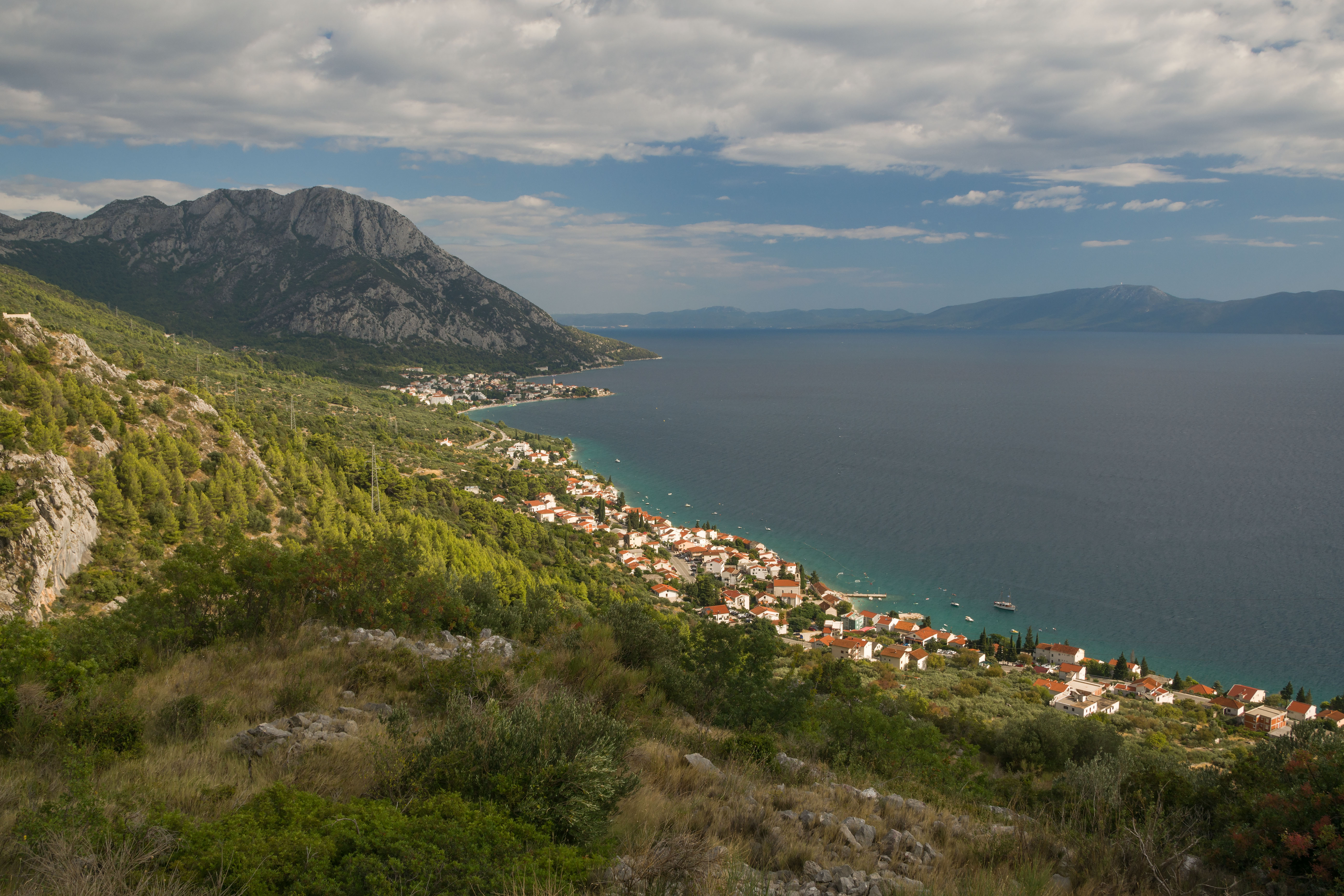

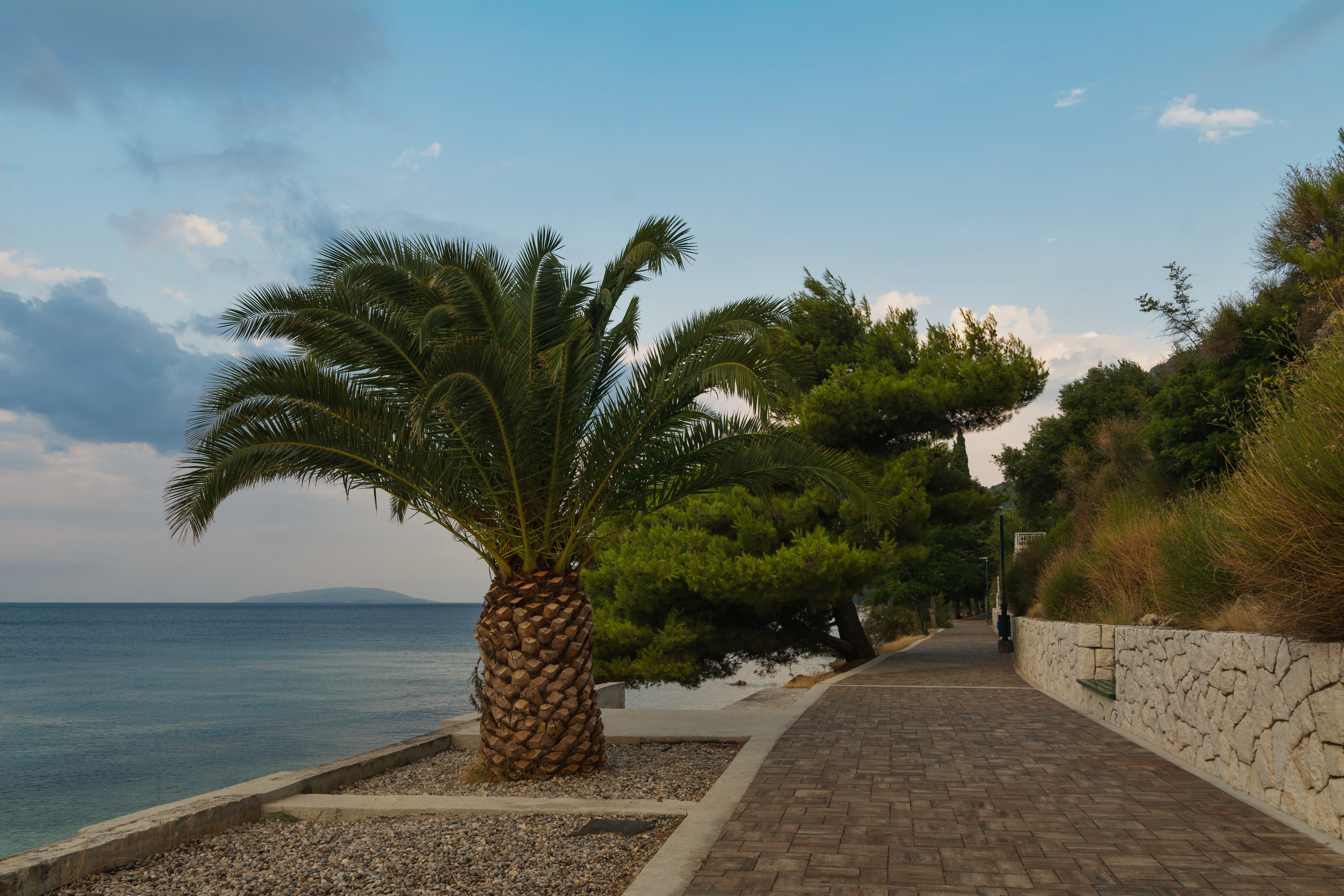

Brist je vesnice v jižní Dalmácii v Chorvatsku. Nachází se mezi městy Makarska a Ploče a je součástí Makarské riviéry. Administrativně náleží pod opčinu města Gradac ve Splitsko-dalmatské župě.
Jedná se o turistickou lokalitu. Dominantou je kostel sv. Margarity. Narodil se zde také básník Andrija Kačić Miošić.